# Társasjáték
A társasjáték jellemzően beltéri, két vagy több személy által játszott játék, amelyben a részt vevő játékosok az adott játék szabályainak betartásával valamilyen cél elérésére törekednek, rendszerint egymással versenyezve.
A győzelem alapulhat szerencsén, tisztán stratégián, vagy a kettő keverékén. A társasjátékok gyakran használnak kellékeket: táblát, bábukat, kártyát, dobókockát, papír fizetőeszközöket stb. Míg egyes társasjátékok tematikusak, azaz a szabályok képzelt vagy valódi eseményeket, körülményeket képeznek le (pl. Catan telepesei, Monopoly), más játékok (például a go, malom) teljesen absztraktak.
A magyar társasjáték fogalom a közös játszásból ered, míg az angol (board game, tabletop game) és a német (Brettspiel) fogalmak a játéktáblára illetve asztalra utalnak. Magyarul a társasjáték szóval illetik a tábla, kártya- és kockajátékokat egyaránt.

## Története
A történelem során majd minden civilizációban játszottak társasjátékokkal, amelyek közül néhány az írás kialakulásának idejéből származik. Több feltárás, ősi lelet és dokumentum ad információkat ezekről a korai játékokról.

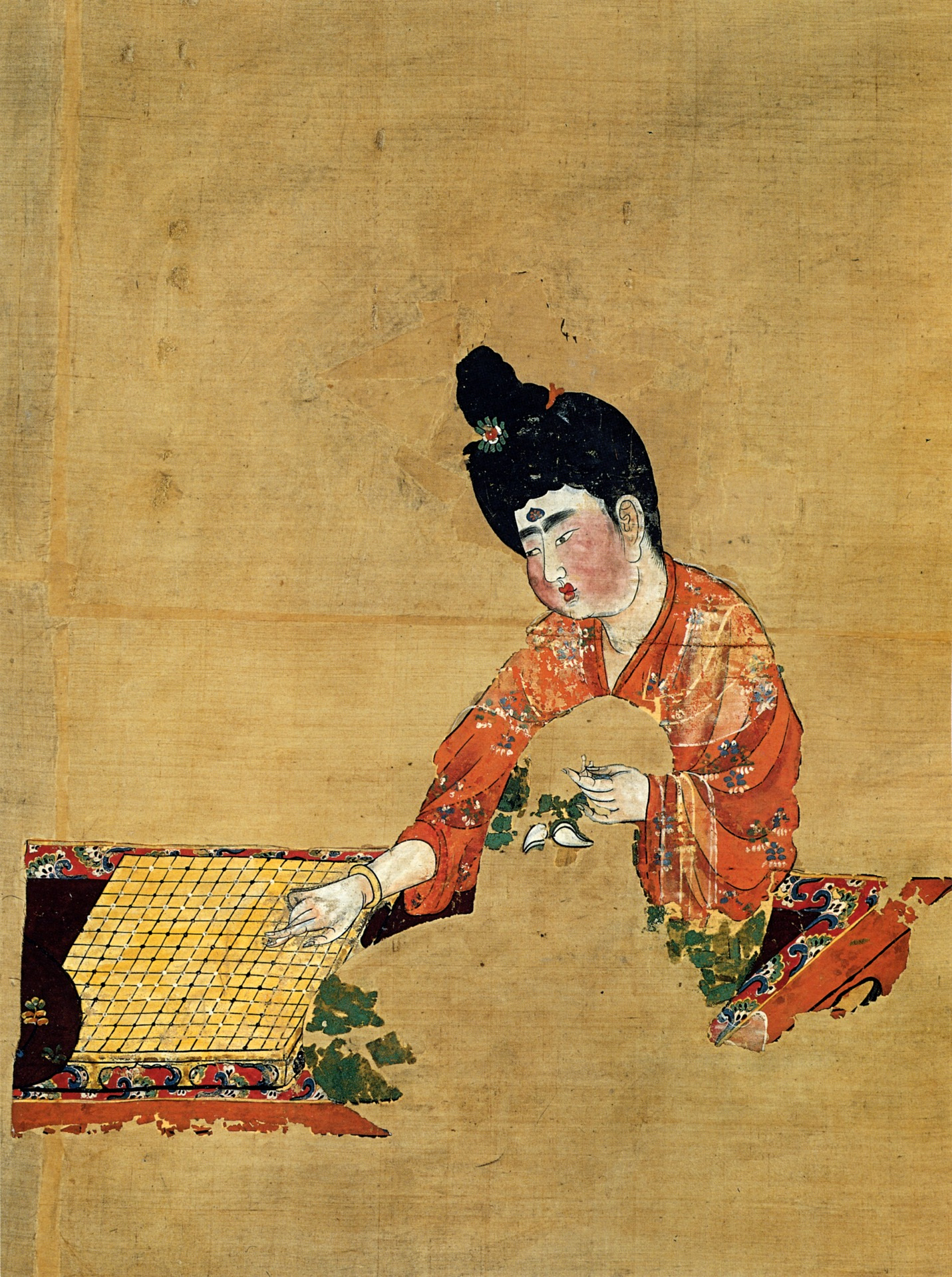
Egy nő go-val játszik (a képet selyemvászonra festették)

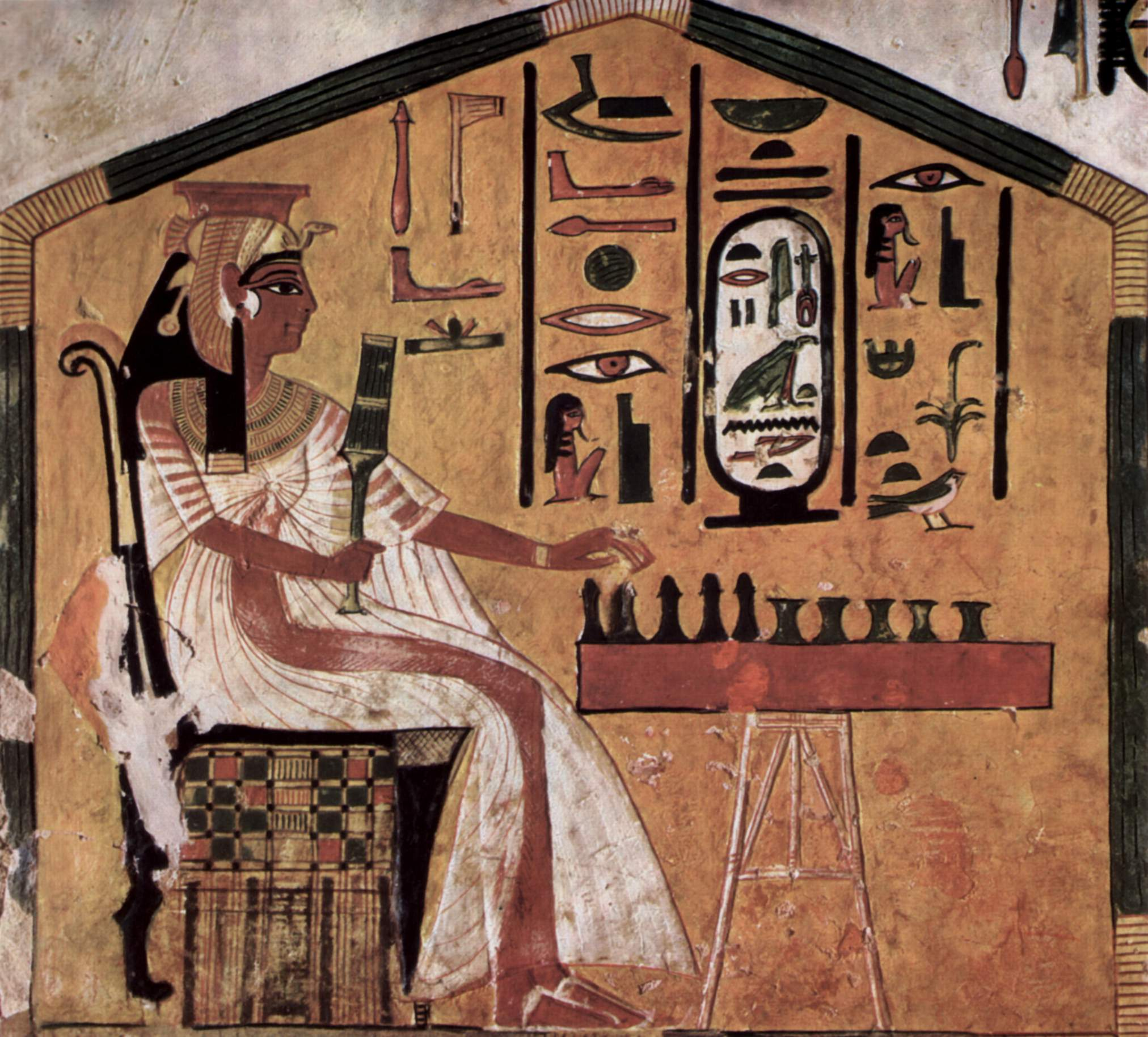
A Szenet az egyik legősibb ismert társasjáték

Az általunk ismert és valamilyen formában fennmaradt ősi játékok táblás játékok voltak. Ma is ez a társasjátékok leggyakoribb megjelenési formája.
Érdekes, hogy a középkorban a táblás játékok fejlődése megállt. Nem igazán ismerünk ma ebben a korszakban keletkezett játékokat, bár vannak olyan táblás játékok, amelyek ekkor váltak népszerűvé. Pl. a sakk, mely pont a középkorban terjedt el Európában. Ebben az időszakban a sakknak számos variánsa létezett. Például az egyik arabok által kedvelt sakkváltozatot 4x16-os táblán játszották.
A kártyajátékok elterjedése a 15. századtól indult meg Európában.
A legelső táblás társasjáték, melynek szerzőjét névről ismerjük az 1759-ben John Jefferys által kiadott ‘A Journey Through Europe’ (Utazás Európán keresztül) volt.
A társasjátékok fejlődésének fontosabb állomásai:
- i. e. 3500 körül: A szenetet a predinasztikus Egyiptomban játszották, amit bizonyít, hogy korabeli sírokban tárták fel őket, valamint ábrázolás található róla Merknera síremlékében.
- i. e. 3000 körül: A szintén predinasztikus Egyiptomból származó Mehen társasjátékot oroszlán figurákkal és golyókkal játszották.
- i. e. 3000 körül: Ősi ostábla (backgammon) szett, amit az „Égett Városban” találtak, Iránban.
- i. e. 3000 körül: Társasjáték elemek a törökországi Başur Höyük lelőhelyről.[3]
- i. e. 2650 körül: Ur Királyi Játéka tábla, Ur városának síremlékeiből.
- i. e. 500 körül: Buddha játéklistája(wd), mely társasjátékokat is említ.
- i. e. 500 körül: A pachisi (Ki nevet a végén?) legkorábbi említése a Mahábháratában.
- i. e. 400 körül: A go első leírása Zuo zhuanban. Konfuciusz is említi a go-t írásaiban (i. e. 5. század)
- i. e. 1 – i. sz. 8: Ovidius Ars Amatoria című műve említi először a Ludus Duodecim Scriptorum-ot.
- 43: A cholcesteri druidával együtt eltemettek egy Stanway játékot.
- 200 körül: Egy 17*17-es kő go táblát helyeztek el egy sírhelyben a kínai Hebei tartományban lévő Wangduban.
- 220-265: Az ostábla (backgammon) megjelenik kínában t’shu-p’u néven.
- 400 körültől: A Hefatafl (tablut, viking sakk) elterjedése Észak-Európában
- 600 körül: A csaturanga (az első ismert sakk változat) első említései ősi indiai könyvekben (a Vasavadattaban és a Harsa Charitaban)
- 700 körül: Az első mancala lelet az eritreai Matarból és Yehaból.
- 1283 körül: X. Alfonz, Kasztília királya elrendelte a Libro de ajedrez, dados, y tablas (A sakk, kockák és táblák könyve) lefordítását arabról kasztíliaira, és kiegészíttette illusztrációkkal.
- 1759: John Jefferys kiadta az A Journey Through Europe című játékát, mely az első társasjáték, melynek szerzője név szerint ismert.
- 1874: A Parcheesi játékot (Ki nevet a végén?) levédeti a Selchow & Righter.
- 1934: A Monopoly mai változatának első kiadása.
- 1938: Megjelenik a Scrabble első verziója Alfred Butts-tól „Criss-Crosswords” néven.
- 1957: A Rizikó megjelenése.
- 1970: Mordecai Meirowitz megalkotja a Mesterlogika nevű kódfejtő játékot.

## Új generációs társasjátékok

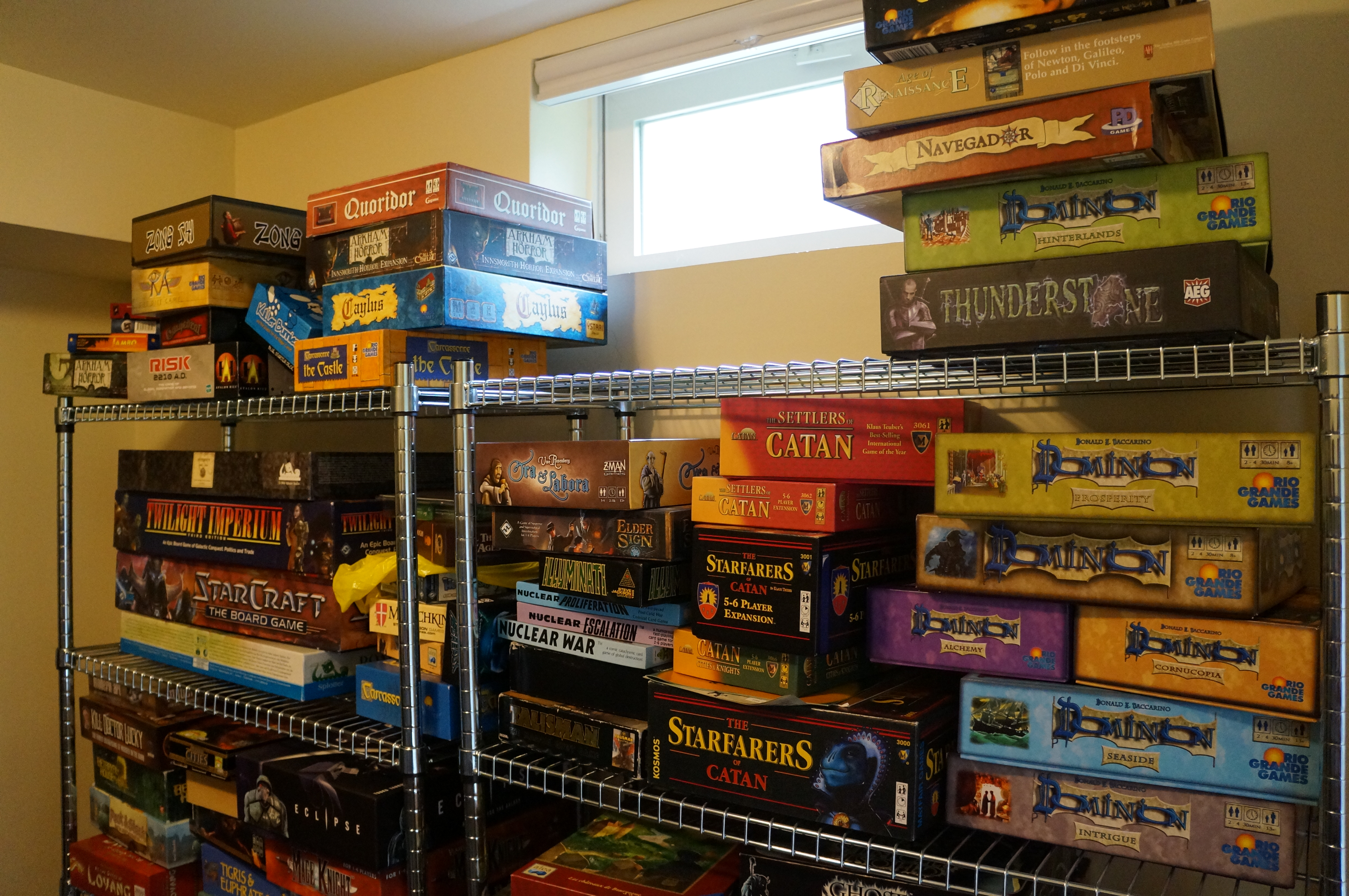
Új generációs társasjátékok

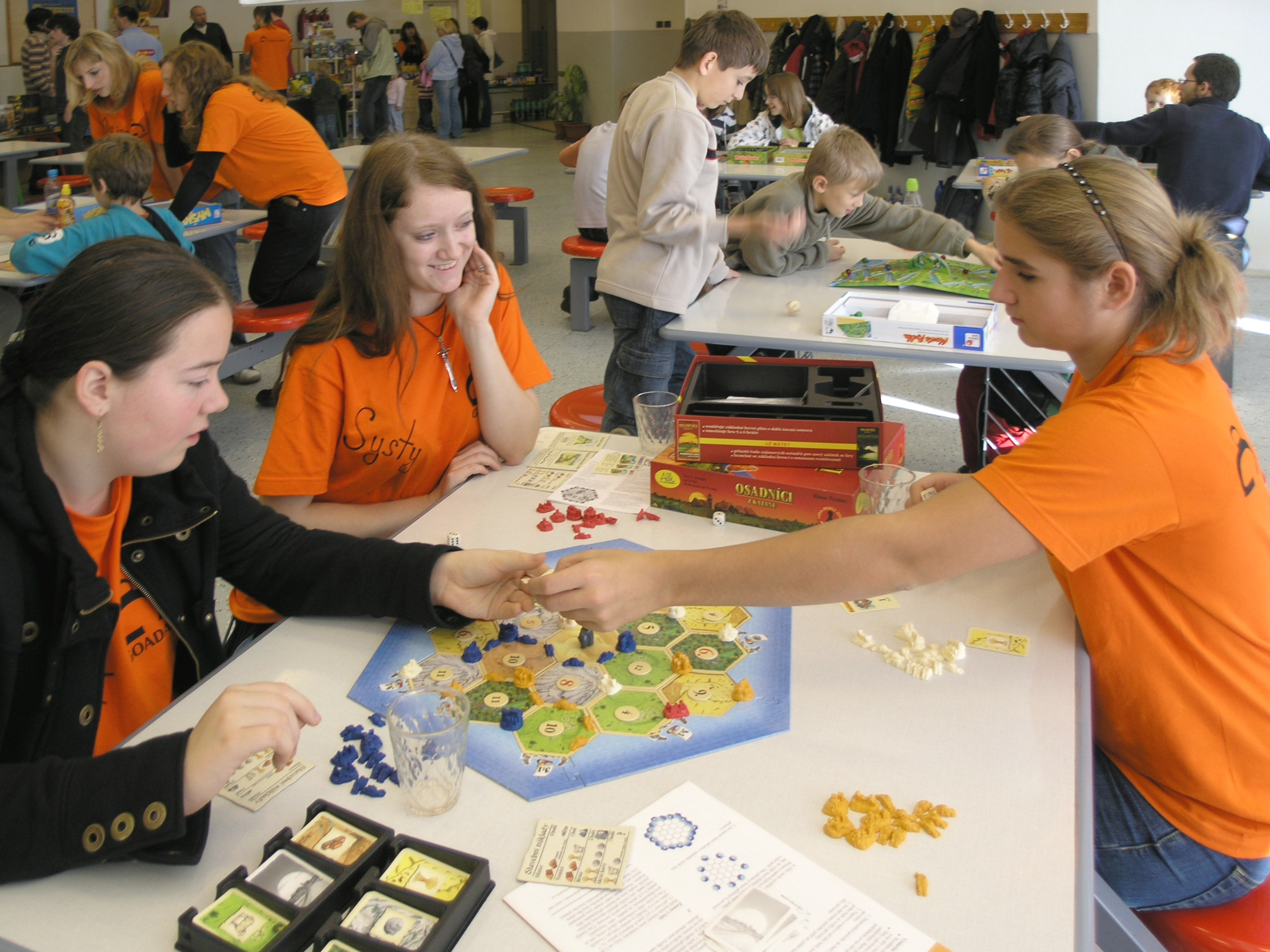
A Catan telepesei, az egyik legnépszerűbb bevezető játék

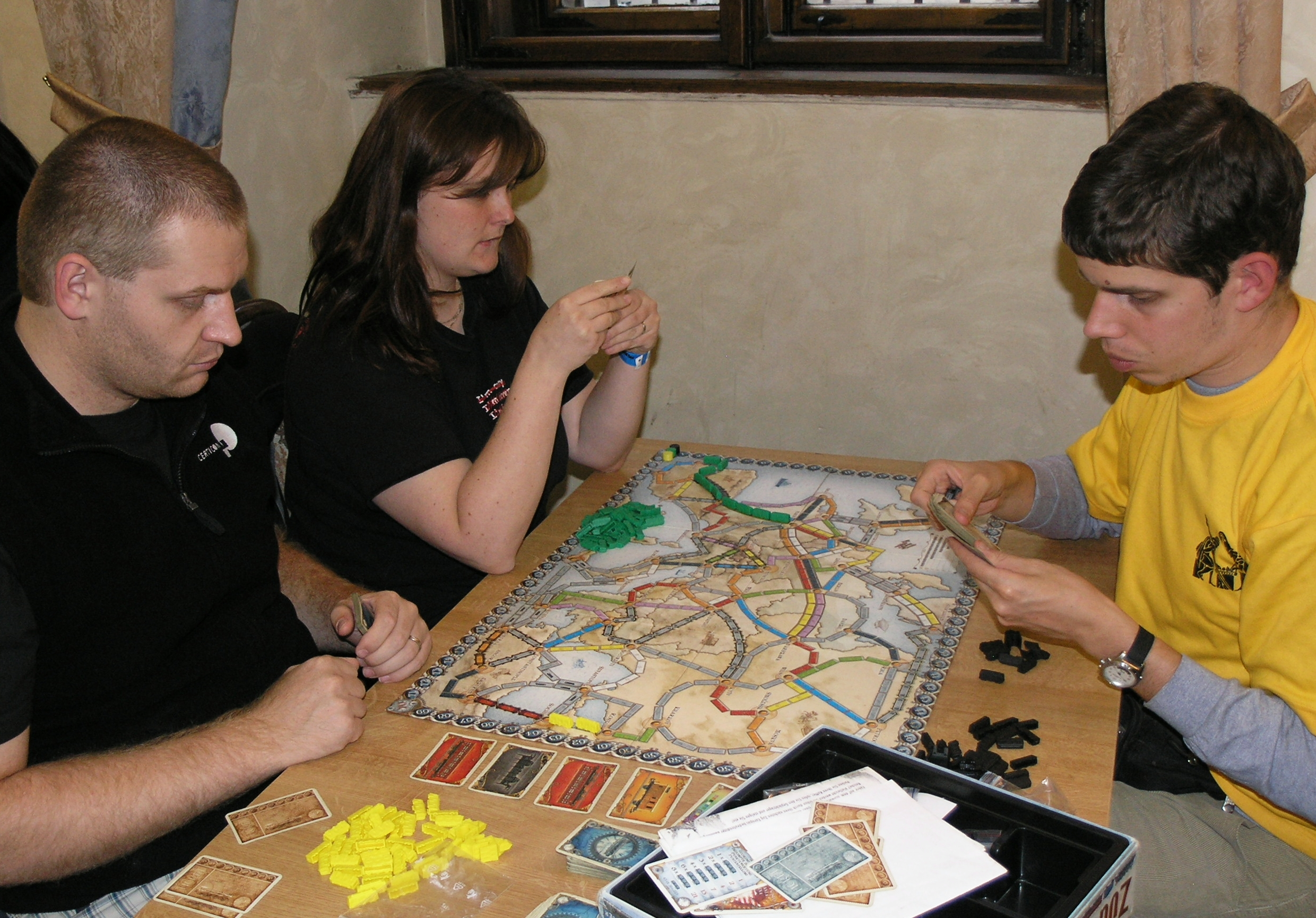
A Ticket to Ride, egy szintén gyakran ajánlott bevezető játék

A második világháború után a fejlett nyugati gazdaságokban a szabadidő eltöltésének egyik népszerű formája a társasjáték lett. A növekvő igények miatt egyre több új játék került kiadásra. Németországban a családok körében 1970-es vége felé vált egyre népszerűbbé ez az elfoglaltság. Többek között ennek is köszönhető, hogy a modern társasjátékok nagy része német szerzőktől származik. Amerikában elsősorban a hadi és terepasztalos játékok terjedtek el, és ezek játékosai jelentős szubkultúrát alakítottak ki.

A társasjátékok népszerűsége az 1980-as évektől kezdve újabb lendületet vett. Ekkortól vált általánossá, hogy a szerzők neveit is feltüntetik a játékok dobozán. Egyre komplexebb gazdasági, hadi és más szimulációs társasjátékok kerültek kiadásra, egyre szélesebb közönség számára.

Az inkább gazdálkodással, kevesebb konfliktussal és szerencsével, valamint rövidebb játékidővel rendelkező társasjátékokat európai (német) típusúnak, míg a hosszabb, inkább harci jellegű, erős hangulatú játékokat pedig amerikai típusúnak nevezik. (Mindkét elnevezés arra a közegre utal, amilyen szubkultúrából a játékok fejlődése elindult.)

A 2000-es évektől kezdve e két műfaj határai kezdenek összemosódni, egyre gyakoribbak a vegyes játékok, főleg mivel mindkét típus a másik kontinensen és világszerte is egyre elterjedtebb. Ebben jelentős szerepe van az internetes közösségeknek, melyek a játékok terjedésének és azok megismerésének egyedülálló lehetőséget adtak.
Míg az európai típusú társasjátékok inkább gazdálkodással, kevesebb konfliktussal és szerencsével, valamint rövidebb játékidővel rendelkező játékok (Catan telepesei, Ticket to Ride, Tobago, Caylus, Power Grid, Pandemic) addig az amerikai típusú társasjátékok általában hosszabb, inkább harci jellegű, erős hangulatú játékok (ilyen játékok például a Rizikó, Talizmán, Rettegés Arkhamban, Twilight Imperium, Axis & Allies).

### Fontosabb állomások
- Monopoly (1934)
- Rizikó (1959)
- Diplomacy (1959)
- Acquire (1968, szerző: Sid Sackson)
- 1829 (1974)
- Dungeons & Dragons (1974, szerepjáték, szerző: Gary Gigax)
- A Spiel des Jahres első odaítélése (Hase und Igel 1979)
- Civilization (1980, szerzők: Francis Tresham, Mick Uhl)
- Axis & Allies (1981)
- Scotland Yard (1983) (magyar változatban: Police 07)
- Magic: The Gathering (1993, szerző: Richard Garfield)
- Catan telepesei (1995, szerző: Klaus Teuber)
- El Grande (1995, ‘96-ban Spiel des Jahres győzelem; szerzők: Wolfgang Kramer, Richard Ulrich)
- A BoardGameGeek indulása (2000, a kezdeményezés a legnagyobb társasjátékos adatbázissá és közösségi oldallá nőtte ki magát)
- Carcassonne (2000, szerző: Klaus-Jürgen Wrede)
- Age of Steam (2002, szerző: Martin Wallace)
- Puerto Rico (2002, szerző: Andreas Seyfarth)
- Ticket to Ride (2004, szerző: Alan R. Moon)
- Caylus (2005, szerző: William Attila)
- Agricola (2007, szerző: Uwe Rosenberg)
- Dominion (2008, szerző: Donald X. Vaccarino)
- Pandemic (2008, szerző: Matt Leacock)

## Szerencse, stratégia és egyezkedés

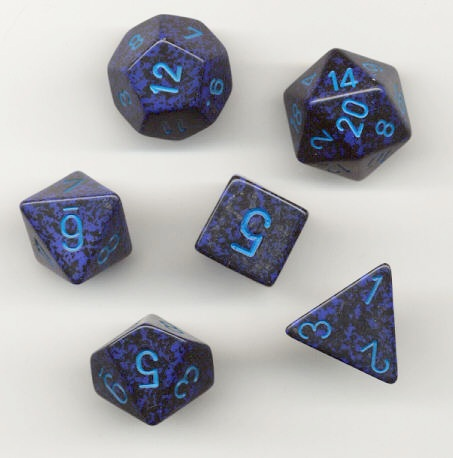
Különféle dobókockák

A legtöbb társasjátékban szerencse és stratégia is szerepet játszik. Nagyon fontos tulajdonságuk, hogy a játék kimenetele milyen mértékben függ a véletlentől, illetve a játékosok képességétől. Egyes játékoknál, például a sakknál, kizárólag a játékosok döntései határozzák meg kimenetelt. Ezzel szemben sok gyerekjáték esetében csak a szerencse dönt (például a Kígyók és létrák játékban). Egy játékost reménytelen helyzetbe hozhat egy-egy rossz dobás a Rizikóban vagy a Monopolyban, de több játék során egy jó játékos gyakrabban fog nyerni. A kvíz játékok nagy részében véletlenszerűen alakul, hogy épp milyen kérdésre kell válaszolni. Míg néhány szélsőséges vélemény szerint a szerencsének nincs helye a társasjátékokban, addig mások szerint a véletlen szerepe sokkal összetettebb és árnyaltabb stratégiákat követel, amiben olyan szempontokat kell figyelembe venni, mint várható érték számítás és kockázatkezelés.
A szerencse a társasjátékokban számos módon megjelenhet. A leggyakoribb olyan elem, ami a játékokba a szerencsét behozza a hat oldalú dobókocka. A kockák dönthetnek bármiről, kezdve azzal, hogy egy játékos hányat léphet (Monopoly), vagy hogyan teljesítenek az egységek a csatában (Rizikó), vagy hogy milyen nyersanyagokhoz jut valaki az adott körben (Catan telepesei). Más játékokban, mint például a 7 Csoda a kártyák megkeverése hoz a játékba némi kiszámíthatatlanságot, változatosságot. Más társasjátékok pörgettyűket, véletlen idejű visszaszámlálókat, vagy más hasonló eszközöket használnak. A német típusú játékokkal kapcsolatban gyakran megemlítik, hogy jóval kevesebb szerephez jut bennük a szerencse, mint az amerikai típusú társaiknál, illetve gyakran a szerencse nem közvetlenül a sikert befolyásolja, inkább csak a körülményeket, amikhez a játékosoknak stratégiájukkal alkalmazkodniuk kell.
Egy másik aspektus a játékosok által elérhető információ. Néhány játék (a sakk egy tipikus példa) teljes információs játék: a játékkal kapcsolatban mindenki számára minden információ a rendelkezésére áll. Más játékokban, mint a Tigris és Eufrátesz, a játék bizonyos aspektusai rejtve vannak a játékosok elől. Ennek következtében nehezebb megtalálni az ideális lépést, és a játékosoknak némi valószínűségszámítást is használniuk kell.
További fontos jellemzője a játékoknak a tárgyalás jelentősége, vagyis a játékosok közötti egyezségek. Szoliter játékokban értelemszerűen nincs játékosok közötti interakció. Kétszemélyes játékok többnyire szintén nem tartalmaznak tárgyalási lehetőséget (a kooperatív játékok kivételével). Vagyis a tárgyalás főleg a három vagy többszemélyes társasjátékok jellemzője. Egy izgalmas pontja például a Catan telepeseinek rábeszélni az aktív játékost, hogy velünk kereskedjen a többiek helyett. A Rizikóban két vagy több játékos összefoghat mások ellen. Egyszerű diplomáciai eszköz meggyőzni másokat arról, hogy valaki győzelemre áll és össze kell fogni ellene. Összetettebb diplomácia (mint a találóan elnevezett Diplomacy-ban), amikor kifinomult terveket készítünk szövetségeseinkkel, az árulás lehetőségével.

## Társasjátékok és a számítástechnika kapcsolata
Napjainkban sok társasjáték létezik számítógépes játék formában is. Ezekben a játékokban az ellenfelek szerepét a számítógép is átveheti, nem ritkán ő az egyedüli ellenfél. Napjainkban számos társasjáték játszható online számítógépek és/vagy ember játékosok ellen. Az ilyen weboldalak némelyike a valós idejű játékot is lehetővé teszi, míg a többi oldal e-mailes értesítéseket küld a résztvevőknek a játékosok lépése után.
A technológiai fejlődés járult hozzá a print & play (nyomtasd és játssz) játékok elterjedéséhez is. Hála az internetnek és az olcsó nyomtatásnak ma már lehetőség van ilyen céllal publikált társasjátékok házilag való elkészítésére is.

## A társasjátékok osztályozása

### Jellemző kategóriák
- Táblás társasjátékok (Monopoly, Catan telepesei, Mamutvadász)
- Kártyajátékok (Bridzs, Römi, Rablóulti, Elveszett városok, Tichu)
- Hadi társasjátékok (Risk/Rizikó, Axis & Allies, Combat Commander)
- Gyerekjátékok (Ki nevet a végén?, Kígyók és létrák, Elvarázsolt labirintus)
- Absztrakt stratégiai játékok (Sakk, Abalone, Qwirkle)
- Parti játékok (Activity, Tabu, Dixit, Perudo, Bang!, Kő-papír-olló)
- Kvíz/műveltségi/ismeretterjesztő játék (Trivial pursuit, Honfoglaló, Fauna)
- Kockajátékok (Kockapóker, Perudo, Decathlon, Catego)
- Asztali ügyességi játékok (Gombfoci, Jenga, Bausack, Mikadó, Crokinole, Pitch Car)
- Terepasztalos stratégiai játékok ( Warhammer 40K)

### Használt mechanizmusok
- ütés-vivős vagy trick-taking (rikiki, bridzs, The Dwarf King, Tichu, Chronicle)
- mozgok-ütök (sakk, malom, go, Abalone)
- pakliépítős (Dominion, Thunderstone, Ascension)
- munkáslehelyezős (Caylus, Stone Age, Village)
- versenyzős (Lóverseny, Formula D, Cartagena)
- dobok-lépek (Ki nevet a végén?, Monopoly, Az élet játéka)
- lapkalehelyezős (Carcassonne, Alhambra)
- erőforrás gazdálkodás (Catan telepesei, Agricola, Stone Age, A Mars terraformálása)
- licitálós (Modern art, Ra, Medici)
- szerepválasztós (Citadella, Puerto Rico, Libertalia)
- áruszállítós (Niagara, Steam)
- hálózatépítős (Ticket to Ride, Power Grid, Age of Steam)
- terület uralós (Rizikó, San Marco, Small World)
- tárgyalásos (Genoa, Diplomacy, Battlestar Galactica)
- kooperatív (Andor legendái, Rettegés Arkhamban, Aranyásók, Pandemic)
- sorozatgyűjtögetős (Set, Babszüret, Elveszett városok, Römi)
- memória (Memória játék, Elvarázsolt Labirintus, Csupa csupasz tyúkeszű)

(egy társasjáték több kategóriába is beletartozhat)

## Társasjátékokkal rokon játékok

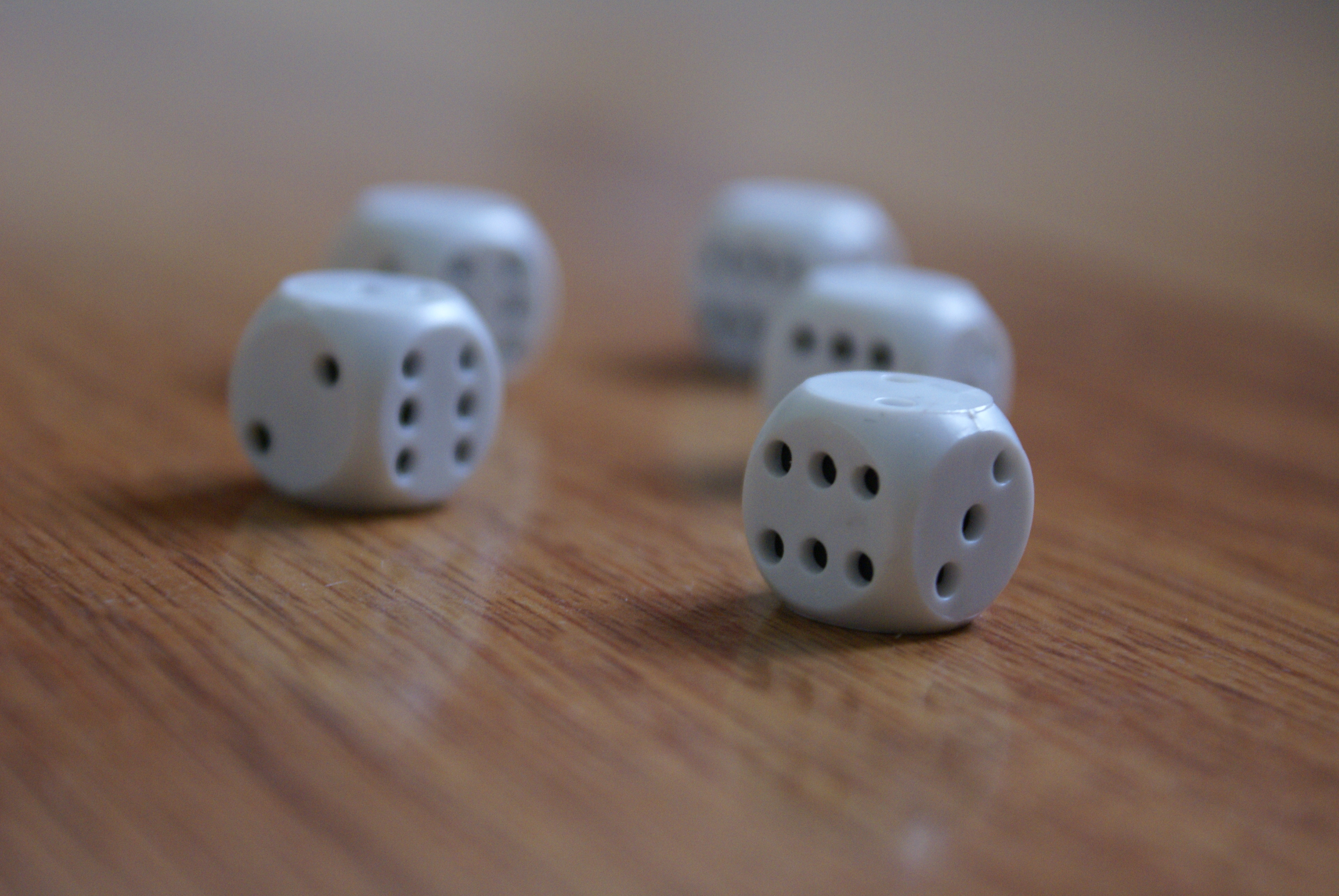
Dobókockák

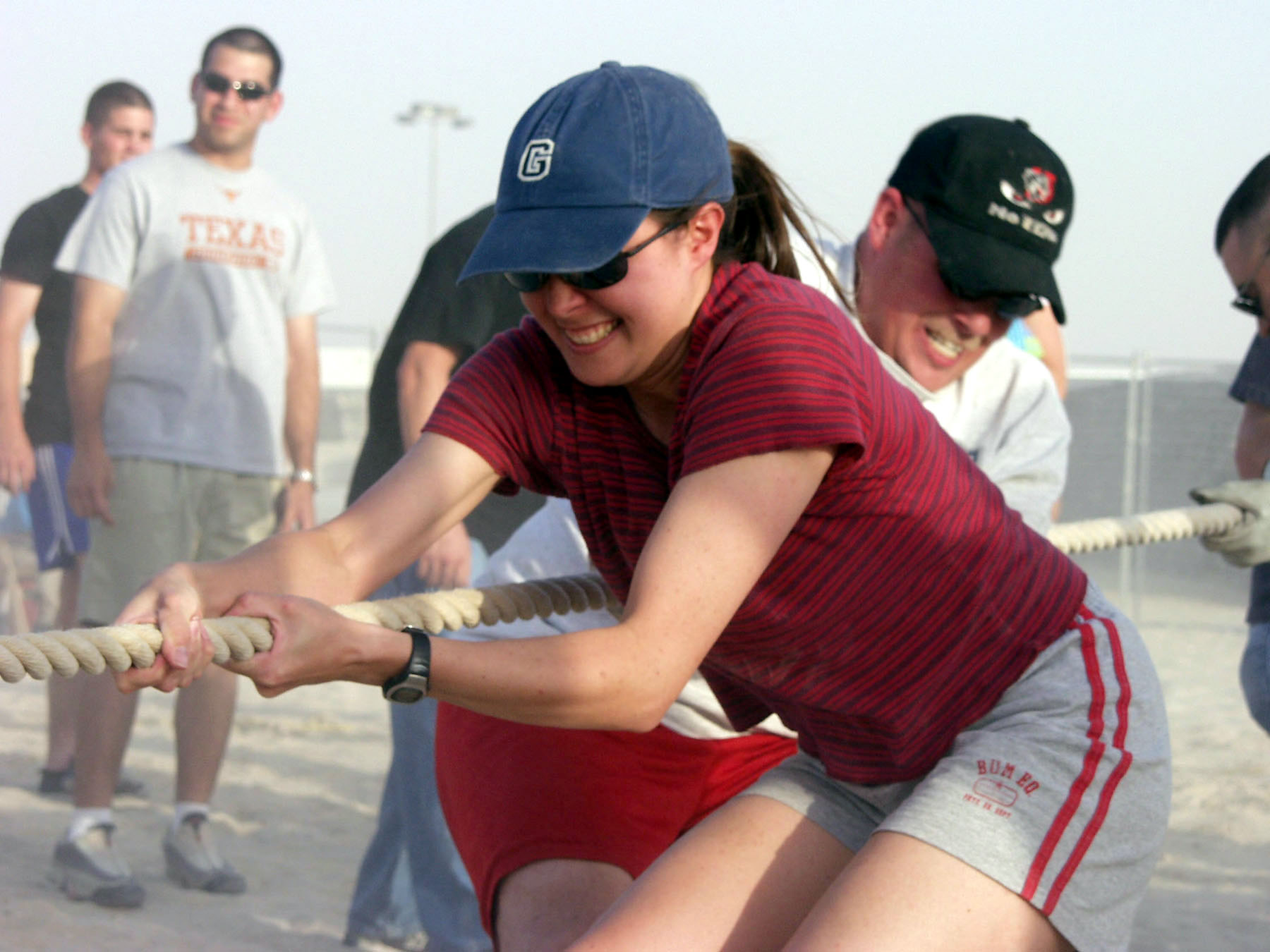
A Kötélhúzás egy ismert szabadtéri játék

### Szoliter / pasziánsz játékok
Olyan táblás játékok, melyeket a játékos társaság nélkül, önmaga szórakoztatására és fejlesztésére is játszani tud. A legismertebb ilyen játék a pasziánsz, melyet két pakli 52 lapos francia kártyával játszanak. Népszerűek a logikai rejtvény jellegű játékok (például Rush Hour, Math Dice, Camelot Junior), de ezen kívül számos más szoliter játék is ismert (például Friday, Hornet Leader: Carrier Air Operations). Az sem ritka, hogy egy sokszemélyes társasjátéknak létezik egyszemélyes változata (például Agricola, Rettegés Arkhamban, Mage Knight stb.)

### Szerepjátékok
A társasjátékokhoz sokban hasonlító, rendszerint dobókockákat használó játék, amelyben a fő hangsúly egy történet elmesélésen van. A játékosok a történet főszereplőit személyesítik meg, és cselekedeteikkel befolyásolhatják a történet kimenetelét. A dobókockák (melyekből nem csak 6 oldalúak léteznek) a véletlen szimulálására szolgálnak: például sikerült-e megsebesíteni egy ellenfelet vagy sikerült-e a szobában rábukkanni egy rejtekajtó nyitó szerkezetére. A szerepjáték tulajdonképpen olyan, mint egy interaktív könyvolvasás, ahol a játékosok minden bekezdés után megmondják, mit csináljon a regény főhőse.
A szerepjátékok aranykorának (1990-es évek) legkedveltebb játékai általában fantasy környezetben játszódtak (például Dungeons and Dragons, M.A.G.U.S.).

### Szabadtéri játékok
A szabadtéri játékok a társasjátékoknak egy olyan válfaját képezik, amelyeket nem asztal körül ülve, hanem szabad téren játszanak. Az ilyen játékok jellemzően nagyobb csoportban (8+ fő) is játszhatók, és jelentős szerepe van bennük az ügyességnek, leleményességnek. Tipikus szabadtéri játék pl. a fogócska, a bújócska, a pétanque és a számháború.

### Élő társasjáték
Az élő társasjáték egy valóságos, beltéren játszódó szórakozási és csapatépítési forma. A játékmenet meghatározott tematikára épül (valós vagy fiktív). A játékosok különböző karaktereket alakítanak a program alatt, akik más és más képességekkel rendelkeznek – ezeket az adottságokat kell használniuk a játékban, hogy elérjék a megadott célt.
Az első élő társasjáték a Hasfelmetsző Jack – Az utolsó vágás. A közelmúltban jelentek meg az első szabadulós játékok, ahol általában egy szobából kell kijutnunk logikai játékok megoldásával, küldetések teljesítésével. Nagyszerű csapatépítő lehetőség vagy csak családi, baráti szórakozás.

## Fordítás
Ez a szócikk részben vagy egészben  a   Boardgame című angol Wikipédia-szócikk ezen változatának fordításán alapul.  Az eredeti cikk szerkesztőit annak laptörténete sorolja fel. Ez a jelzés csupán a megfogalmazás eredetét és a szerzői jogokat jelzi, nem szolgál a cikkben szereplő információk forrásmegjelöléseként.